# جوجل فاينانس
جوجل الأموال (بالإنجليزية: Google Finance)‏هو موقع إلكتروني يركز على أخبار الأعمال والمعلومات المالية التي تستضيفها جوجل.

## التاريخ

### 2006
تم إطلاق جوجل فاينانس لأول مرة بواسطة جوجل في 21 مارس 2006.
وقد عرضت الخدمة عناوين الأعمال والمشاريع للعديد من الشركات بما في ذلك قراراتها المالية وأحداث الأخبار الرئيسية، كانت معلومات الأسهم متاحة، وكذلك الرسوم البيانية لأسعار الأسهم المستندة إلى أدوبي فلاش والتي تحتوي على علامات لأحداث الأخبار الرئيسية وإجراءات الشركات. قام الموقع أيضًا بتجميع مقالات أخبار جوجل وبحث المدونات " كان Google Blog Search خدمة متخصصة من جوجل تُستخدم للبحث في المدونات.

### 2011
تم إيقافه في مايو 2011، كان بحث المدونات «أول محرك بحث رئيسي يقدم إمكانات كاملة للبحث عن المدونات والموجز» حول كل شركة، على الرغم من عدم فحص الروابط وغالبًا ما تعتبر غير جديرة بالثقة.

#### من 2006 إلي 2012
أطلقت جوجل نسخة مجددة من موقعها المالي في 12 ديسمبر 2006، والتي تتميز بتصميم جديد للصفحة الرئيسية يتيح للمستخدمين الاطلاع على معلومات العملة، وأداء القطاع لسوق الولايات المتحدة، وقائمة بأهم العوامل المحركة للسوق جنبًا إلى جنب مع الأخبار المهمة وذات صلة.
تمت أيضًا إضافة قسم لأبرز العوامل المحرِّكة، بناءً على الشعبية التي تحددها جوجل تريندز، تضمنت الترقية أيضًا مخططات تحتوي على ما يصل إلى 40 عامًا من البيانات للأسهم الأمريكية وخيارات محفظة أكثر ثراءً، جلب تحديث آخر تحديثات مؤشر الأسهم في الوقت الفعلي إلى الموقع، حيث دخلت كل من بورصة ناسداك ونيويورك للأوراق المالية في شراكة مع جوجل في يونيو 2008.
أضافت جوجل الإعلانات إلى صفحتها المالية في 18 نوفمبر 2008، ومع ذلك منذ عام 2008، لم تخضع لأي ترقيات رئيسية وتم إغلاق مدونة جوجل فاينانس في أغسطس 2012.

#### 2015
تمت إزالة تطبيق جوجل فاينانس للجوال من متجر جوجل بلاي في عام 2015.

#### 2017
في 22 سبتمبر 2017، أكدت جوجل أن الموقع قيد التجديد وأن ميزات المحفظة لن تكون متاحة بعد منتصف نوفمبر 2017.

#### 2018
في أوائل عام 2018، أعلن إشعار على الموقع أنه قد تم تجديد الموقع. ذكر الإشعار أنه كان من المقرر إزالة ميزة المحفظة، ونصح أنه سيتم ترحيل الأسهم من ميزة المحفظة القديمة إلى موقع الويب الجديد، وكذلك إعطاء خيار للمستخدمين لتنزيل المحفظة كملف قيم مفصولة بفواصل.

#### 2020
أعيد إطلاق جوجل فاينانس في عام 2020 بأدوات لمساعدة المستخدمين على بدء الاستثمار.

## وصلات خارجية
الموقع الرسمي